# یولاندا ماتئوس
یولاندا ماتئوس (انگلیسی: Yolanda Mateos؛ زادهٔ ۱ ژانویهٔ ۱۹۷۲) بازیکن فوتبال، و صداپیشه اهل اسپانیا است.
از باشگاه‌هایی که در آن بازی کرده‌است می‌توان به باشگاه فوتبال ایبار اشاره کرد.